# Ярчевський Микола Антонович
Мико́ла Анто́нович Ярче́вський (1907—1965) — радянський військовик, єфрейтор РА, повний кавалер ордена Слави.

## Життєпис
Народився 1907 року в селі Глибочок (сучасного Новоушицького району Хмельницької області) у селянській родині, здобув початкову освіту. Від 1926 року проживав в місті Кандалакша. Від 1932 року працював на залізничній станції Кандалакша, Мурманська залізниця. Протягом 1932—1939 років працював на 5-й вагонній дільниці, робітник, поїзний мастильник, поїзний вагонний майстер. 1939-го перейшов в паровозне депо станції Кандалакша, працював кочегаром, згодом повернувся до праці у вагонну дільницю; звільнився вереснем 1942-го.
Мобілізований до РА у березні 1943 року; рядовий, сапер 40-го окремого саперного батальйону, 46-та стрілецька дивізія, 21-ша армія, Ленінградський фронт. В боях при спробі прориву блокади Ленінграда зазнав поранення на річці Свір. Ще двох поранень зазнав у липні 1943 та січні 1944 року.
20 лютого 1944-го при побудові мосту через річку Курейка під час Ленінградсько-Новгородської операції з ризиком для життя у холодній воді заклав заряд та підірвав брилу льоду, що зійшла з берега та гальмувала просування.
28 червня 1944 року рядовий Микола Ярчевський при форсуванні на Карельському перешийку затоки озера Карстілян-ярві під артилерійсько-мінометним обстрілом здійснює 3 рейси на човні. Коли човен став непридатним, Ярчевський з групою бійців використовує лісоматеріал та споруджує 3 плоти та знову починається перевезення піхоти.
У вересні 1944 року при прориві оборони противника північніше естонського міста Тарту єфрейтор Ярчевський знешкодив до 100 мін, розчистивши шлях для наступу танків; при наведенні мосту через річку Емайигі зазнав контузії, проте лишився в строю.
Брав участь у боях на території сучасної Латвії, наступу у східній Пруссії, форсуванні річки Нарев.
28 квітня 1945 року під час інженерної розвідки зруйнованого посту через річку Пене біля міста Анклам Микола Ярчевський виявив кілька замінованих фугасів, зумів їх знешкодити під мінометним обстрілом, по тому брав участь у відновленні мосту.
1945 року демобілізувався, проживав в місті Кандалакша, працював машиністом електровоза.
Помер 10 травня 1965 року в місті Кандалакша.
З дружиною виростили синів Володимира, Бориса та Миколу.

### Нагороди
- орден Слави 3-го ступеня (6.7.1944)
- орден Слави 2-го ступеня (24.10.1944)
- орден Слави 1-го ступеня (29.6.1945)
- медаль «За відвагу» (лютий 1944)
- медалі
- на будинку в Кандалакші, де проживав Микола Ярчевський, встановлено меморіальну дошку
- його іменем названий електровоз ВЛ80 № 805 (2007).